# Andrius Gudžius
Andrius Gudžius (* 14. února 1991, Kaunas) je litevský atlet, mistr světa v hodu diskem z roku 2017.

## Sportovní kariéra
V roce 2009 obsadil na juniorském mistrovství Evropy páté místo v hodu diskem. O rok později se stal v této disciplíně juniorským mistrem světa. Při své premiéře na evropském šampionátu dospělých v roce 2012 skončil 29., o dva roky později v Curychu desátý. Na mistrovství světa v roce 2015 nepostoupil z kvalifikace, stejně se mu vedlo o rok později na mistrovství Evropy. Při svém prvním olympijském startu obsadil v Rio de Janeiru v roce 2016 dvanácté místo. Zatím největším úspěchem se pro něj stal titul mistra světa v hodu diskem v roce 2017. V Londýně zvítězil v osobním rekordu 69,21 m.
Na mistrovství Evropy v atletice 2018 v Berlíně získal zlatou medaili výkonem 68,46 m. Téhož roku vylepšil svůj osobní rekord na 69,59 m. Na Letních olympijských hrách 2020 skončil šestý, na mistrovství světa v atletice 2022 třetí a na mistrovství Evropy v atletice 2022 šestý.
V letech 2017 a 2018 byl zvolen litevským sportovcem roku.